# 외삼초등학교
외삼초등학교는 대한민국 대전광역시 유성구 반석동에 있는 공립 초등학교이다.

## 학교 연혁
- 1948년 5월 10일 외삼공립국민학교 개교(탄동국민학교에서 분리)
- 1984녀 3월 10일 병설유치원 1학급 개원
- 1996년 3월 1일 외삼초등학교로 명칭 변경
- 2004년 3월 1일 6학급 편성
- 2004년 3월 1일 병설유치원 1학급 편성
- 2004년 11월 3일 재건축 건물로 이주
- 2021년 2월 9일 제72회 졸업식(총 졸업생 수 5886명)
- 2021년 3월 1일 총 35학급(특수학급 1학급 포함), 병설유치원 3학급 인가
- 2022년 2월 15일 제73회 졸업식
- 2022년 3월 1일 총 34학급(특수학급 1학급 포함), 병설유치원 3학급 인가
- 2023년 2월 2일 제74회 졸업식
- 2023년 3월 1일 총 34학급(특수학습 2학급 포함), 병설유치원 3학급 인가

## 학교 상징
- 교화 - 백목련 : 맑고 깨끗하며 자신의 멋과 아름다움을 스스로 지키는 학생을 의미함.
- 교목 - 소나무 : 몸과 마음이 튼튼하고 다른 사람을 위해 봉사하는 학생을 의미함.

## 공덕비
- 파평(坡平) 윤씨 윤선혁(尹善赫) 장학기념비 - 외삼초등학교는 1948년 5월 10일 탄동국민학교에서 분리되어 개교하였다. 개교 당시에는 외삼동에 위치하였는데 그곳에서 1,2,3회 졸업생을 배출하였다. 그 후 1952년 현재 위치인 반석동으로 이전하여 새로 학교를 건축하게 되었다. 당시 외삼동은 파평 윤씨의 집성촌으로서 우리나라의 교육 환경은 매우 열악하였으며 경제적으로 모두 가난한 시절이었다. 이때 가문의 어르신 윤선혁님이 새 학교 이전에 필요한 책상, 걸상을 비롯하여 학교에 필요한 여러 기구 일체를 새로 구입하여 기증함으로써 외삼 교육의 뿌리를 이루는데 지대한 공헌을 하셨다. 이에 지역 주민들이 공덕을 기리는 기념비를 세웠다.
- 법학사(法學士) 심의섭(沈義燮) 장학비 - 심의섭님은 교사의 신분으로 학생을 매우 사랑하시고 교육에 남다른 열의가 있으신 분이셨다. 또한 경제적으로 가난하고 어려운 학생들을 돕는 일에 항상 노력하셨다. 이에 학생들이 꿈을 펼치고 배움을 이어가도록 본교에 장학금을 기부하셔서 후진 양성 및 국가 발전에 공헌하셨다. 그 공덕을 기리기 위해 외삼초등학교 기성회에서 후배들의 귀감이 되도록 공덕비를 세웠다.

## 참고 자료
- 외삼초등학교 - 한국교육학술정보원 학교알리미